# Lipinia rabori
Espèce
Synonymes
- Lygosoma rabori Brown & Alcala, 1956

Statut de conservation UICN

 DD  : Données insuffisantes
Lipinia rabori est une espèce de sauriens de la famille des Scincidae.

## Répartition
Cette espèce est endémique de Negros aux Philippines.

## Étymologie
Cette espèce est nommée en l'honneur de Dioscoro Rabor.

## Publication originale
- Brown & Alcala, 1956 : A review of the Philippine lizards of the genus Lygosoma (Leiolopisma). Occasional papers of the Natural History Museum of Stanford University, vol. 3, p. 1-10.